# Próspero Cahuantzi
Próspero Cahuantzi Flores (Santa María Ixtulco, Tlaxcala, 29 de julio de 1834 - Chihuahua, 8 de enero de 1915) fue un coronel del ejército mexicano de origen indígena, que gobernó el estado de Tlaxcala durante la mayor parte del porfiriato de 1885 a 1911. A diferencia del presidente Díaz, Cahuantzi recibió un juicio más favorable de la historia y la población a la cual gobernó.

## Inicios y carrera militar
De ascendencia indígena, nació el 29 de julio de 1834 en Santa María Ixtulco, Tlaxcala, siendo hijo de José Severiano Cahuantzi y de Josefina Flores. Realizó sus estudios básicos en Santa Ana Chiautempan con el profesor Domingo García. 
Durante la Revolución de Ayutla se enlistó en el Ejército Liberal como soldado raso de la Guardia Nacional organizada en el estado y comandada por el general José de la Luz Moreno. En las filas de Antonio Carbajal ascendió a sargento primero. Después militó a las órdenes de los generales Miguel Cástulo Alatriste y Miguel Negrete en San Agustín Tlaxco. El 7 de septiembre de 1858 combatió a los conservadores en la toma de la ciudad de Tlaxcala, y el día 28 en Texmelucan; para 1860 lo hizo en la Batalla de Cerro Blanco. Al año siguiente se empleó en el Juzgado de Letras de Tlaxcala.
Restablecida la paz, en la Secretaría de Gobernación del estado se encargó de la sección de Guerra, y hasta 1863 estuvo al frente de la Secretaría de la Comandancia Militar del distrito.
Combatió a la Intervención Francesa y al imperio, para lo cual organizó su propia fuerza. En 1869 el gobernador Miguel Lira y Ortega lo nombró prefecto político de Tlaxco. En 1874 fue síndico del Ayuntamiento de Tlaxcala. 
Se adhirió al Plan de Tuxtepec, encabezado por Porfirio Díaz, en 1876. Participó directamente en la batalla de Tecoac que dio el triunfo a éste. En 1884 el general Manuel González le otorgó el grado de coronel. Ese mismo año resultó elegido gobernador para el periodo 1885-89.

## "El Prosperato"
Entró con paso firme en la política tlaxcalteca, pues su elección se realizó sin conflictos, consolidando su fuerza en las elecciones locales de 1887. Pronto fue uno de los amigos de Porfirio Díaz; en 1889 lo acompañó, junto con un secretario de Estado y otros cinco gobernadores, a una partida de caza en la hacienda de Motzorongo. Así, su permanencia en la gubernatura para nadie fue inesperada.
Era conocedor de varias leguas indígenas y poseía inquietudes arqueológicas. Escribió en náhuatl el Discurso pronunciado en la manifestación hecha en honor de Cuauhtémoc, que se publicó en 1889. También resultó de suma importancia, entre sus publicaciones, la Memoria presentada a la H. Legislatura en 1893. En las Memorias de un tlaxcalteca (1909), escribió sus recuerdos del periodo 1854-76. 
En 1891 reformó la Constitución local. Para su reelección en los comicios de 1892 enfrentó a un grupo opositor que fue reprimido con un saldo de varios "muertos, heridos, apaleados y atropellados". Pudo reelegirse, pero su popularidad mermó a tal punto que se creyó, equivocadamente, que sería ese su último periodo de gobierno.
En octubre de 1896 un grupo de liberales, entre ellos Daniel Cabrera Rivera y Filomeno Mata, demandaron en la Cámara de Diputados federal que se consignara a Cahuantzi ante el Gran Jurado por violaciones a las Leyes de Reforma, pues asistió a Tlaxcala a las exequias del obispo de Puebla y permitió su inhumación dentro del templo. Se le consignó y resultó absuelto.
Ese mismo año su gobierno se vio alterado por otro incidente: más de 900 indígenas asaltaron Panotla, reclamando sus tierras. En 1900 tuvo lugar otra protesta campesina en la ciudad de Tlaxcala, que Cahuantzi quiso dominar, leyendo en el balcón de palacio, los artículos del código penal estatal que serían aplicados a los alteradores del orden.
Para su reelección en ese año, la protesta se limitó a una carta pública. Su impopularidad se debía a que echaba mano de soluciones extremas. Así por ejemplo, en 1902, con motivo de las elecciones municipales en Papalotla, hubo un mitin con un saldo de 18 heridos y 110 encarcelados. Contaba con el apoyo irrestricto de los hacendados del norte del estado, en tanto que los opositores habían logrado conquistar las alcaldías de Tzompantepec y Panotla. Su gobierno enfrentó decididamente la organización obrera de 1906-1907.
En agosto del primer año, informó a los dueños de las fábricas sobre el movimiento que iniciaba en Río Blanco y Santa Rosa, y recomendaba que se vigilaran las fábricas para evitar que entrasen desconocidos. En octubre citó a los empresarios para buscar una solución al descontento de los trabajadores, al tiempo que ordenaba la aprehensión de los propagandistas obreros.
El 12 de octubre se presentó en La Trinidad a interrogar a los obreros, quienes expusieron su inconformidad por los jornales, las horas de trabajo y algunas gabelas. En virtud de que los trabajadores y los empresarios no llegaron a ningún acuerdo, éstos notificaron al gobernador que cerrarían temporalmente las fábricas y éste, a su vez, lo hizo saber a Porfirio Díaz. Después de que el gobierno federal resolvió el conflicto por la vía de la fuerza, Cahuantzi tomó medidas internas para controlar a los trabajadores. Estos regresaron a sus labores el 11 de enero de 1907, aunque posteriormente hubo intentos de huelga.
Para las elecciones de 1908 la campaña fue muy activa; se organizaron numerosas agrupaciones políticas en el estado y correspondió a la Convención de Agricultores e Industriales de Tlaxcala proponer a Díaz su reelección. Cabe destacar que Cahuantzi solía dirimir personalmente los conflictos o encabezar las fuerzas que debían mantener el orden. Así ocurrió cuando perseguía a los amotinados de San Bernardino Contla el 27 de mayo de 1910.
Ese mismo año, al preverse el movimiento armado al que convocaba Francisco I. Madero, Díaz informó a Cahuantzi sobre los preparativos en su estado, por lo que procedió a arrestar, el 17 de noviembre a Manuel Trinidad y Nicolás Sánchez, de Tepehitec. 
La revolución fue incontenible. El gobierno tlaxcalteca inclusive carecía de recursos militares para hacerle frente. Cahuantzi logró que la Secretaría de Guerra le proporcionara algunas armas y escaso parque. El triunfo revolucionario lo obligó a renunciar al gobierno el 2 de junio de 1911, tras haber permanecido en el poder desde el 15 de enero de 1885. 

## Últimos años
En 1913 participó activamente en la organización de fuerzas armadas en el estado, con la autorización y apoyo de Victoriano Huerta y del gobernador local, Manuel Cuéllar. El objetivo era reclutar en los municipios un contingente de "gente honrada" que diera garantías y defendiera a las poblaciones. Esto más bien pudo lograrse con la gente pagada por los hacendados, que quedaron bajo el mando de Cahuantzi.
En noviembre de 1913 se le eligió senador por Tlaxcala. El 16 de octubre de 1914 fue aprehendido en Calpulalpan, y el 7 de noviembre fue puesto en libertad por orden del general Pablo González Garza. Francisco Villa lo arrestó en la Ciudad de México, con la pretensión de pedir rescate, y lo condujo a la ciudad de Chihuahua, donde falleció en prisión el 8 de enero de 1915. Se cree que murió de hambre. Hasta 1947 sus restos permanecieron en Santa Rosa.